# Vredesverdrag van 1767
Het vredesverdrag van 1767 werd gesloten tussen de Sociëteit van Suriname en de Matawai, een groep Surinaamse marrons.
Er was geen overeenstemming onder alle Saramaccaners toen er in 1762 een vredesverdrag gesloten werd. Een groep, de Matawai, splitste zich af omdat zij de opgelegde voorwaarden niet accepteerden. Weliswaar werden de Marrons als vrije mensen gezien, grote delen van Suriname, met name in de nabijheid van plantages, werden tot verboden gebied verklaard. Ook moesten slaven die zich middels marronage aan de slavernij onttrokken hadden, uitgeleverd worden aan de slavenhouders.
De Matawai zetten de strijd voort tegen de slavenhouders maar in 1767 werd alsnog een vredesverdrag met hen gesloten. De splitsing van de twee volken was een feit.
Dit verdrag werd in 1838 herzien.

## Spreiding

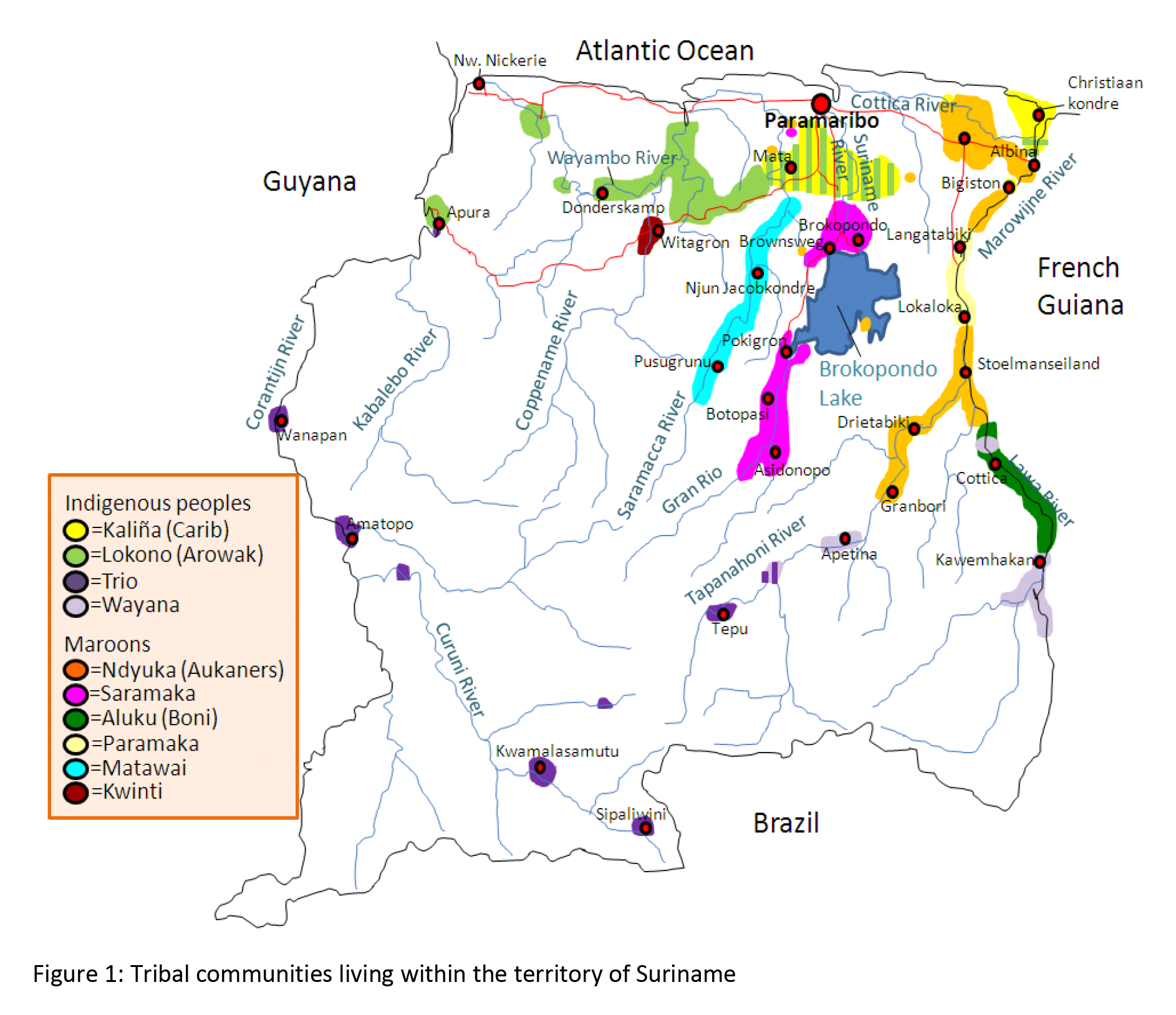
Spreiding van de inheemsen en marrons: Matuariërs in het turquoise (cyaan)